# نيل بيت
نيل بيت (بالإنجليزية: Neil Pitt)‏ هو سياسي أسترالي، ولد في 31 ديسمبر 1929، وتوفي في 3 مايو 1996. انتخب عضو مجلس نواب تسمانيا.